# Церковь Рождества Богородицы на Сенях
Це́рковь Рождества́ Пресвято́й Богоро́дицы (Мари́и) на Сеня́х (Воскреше́ния Ла́заря) — древнейший (если не считать подклета Благовещенского собора Кремля) из частично дошедших до наших дней памятников архитектуры Москвы. Расположена в Московском кремле, входит в состав комплекса Большого Кремлёвского дворца, см. Домовые церкви Теремного дворца.
Церковь была часто посещаема царями, царицами и их детьми. Храмовыми праздниками являлись праздник Пресвятой Богородицы и празднование Фёдоровской иконы Божей Матери, когда литургию совершал патриарх со всем освящённым собором. В феврале 1667 и 1668 годов здесь служили в присутствии царя и всей его фамилии три патриарха. Царица Евдокия Лукьяновна Стрешнева неоднократно во время нередких болезни своих детей, часто ходила в эту церковь на службу и приобщала здесь детей. Царь Алексей Михайлович бывал ежегодно на службе в лазареву субботу и нередко в другие дни. В церкви служили все московские патриархи. Царь Фёдор Алексеевич посещал церковь 8 сентября и нередко в день празднования Фёдоровской Богоматери.
В этой церкви было поставлено на некоторое время тело умершей 13 февраля 1693 года дочери царя Ивана V Алексеевича — Марии.

## История храма

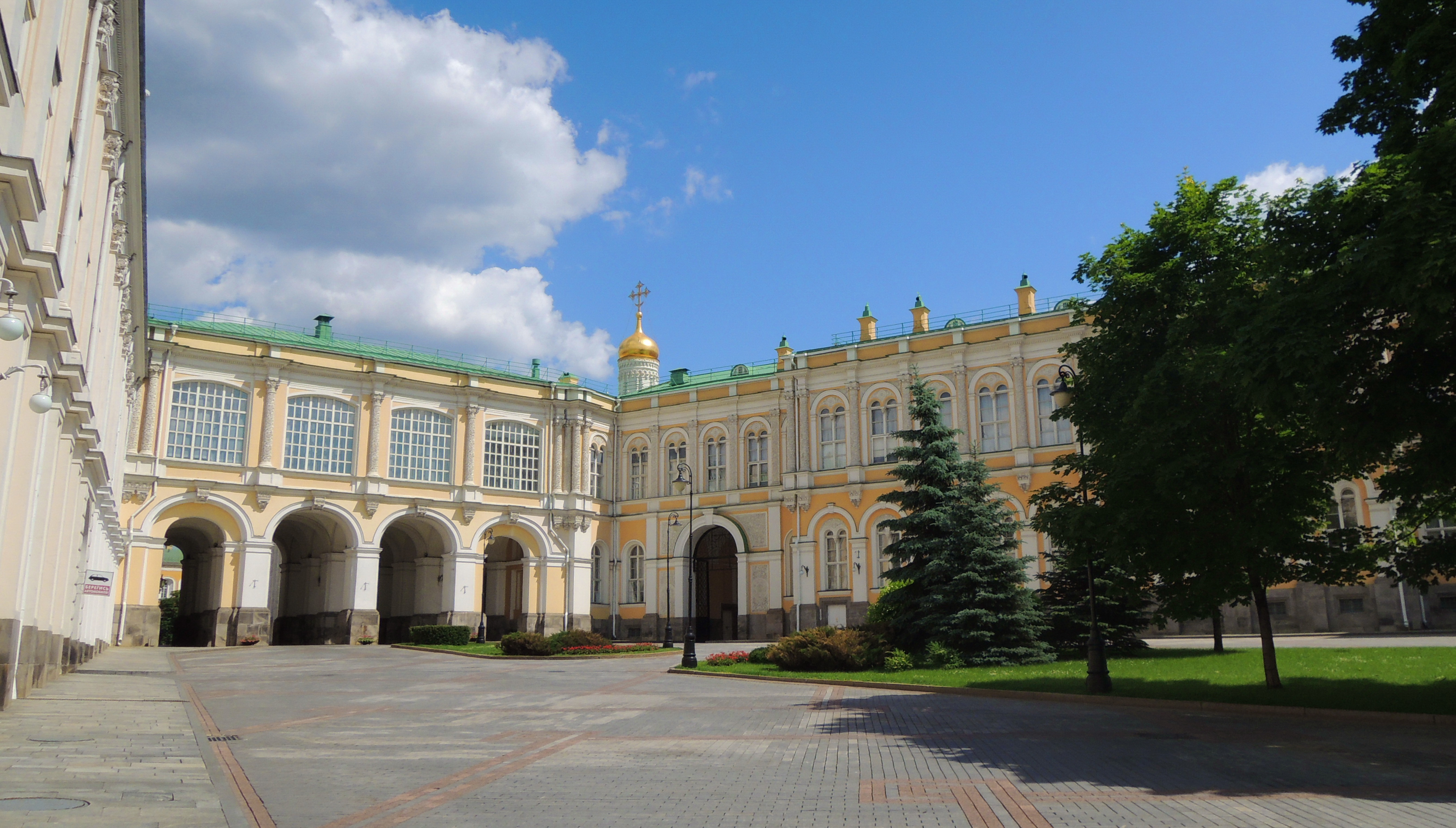
Внутренний двор Большого Кремлёвского дворца. Золотой купол в центре фотографии — Рождественская церковь

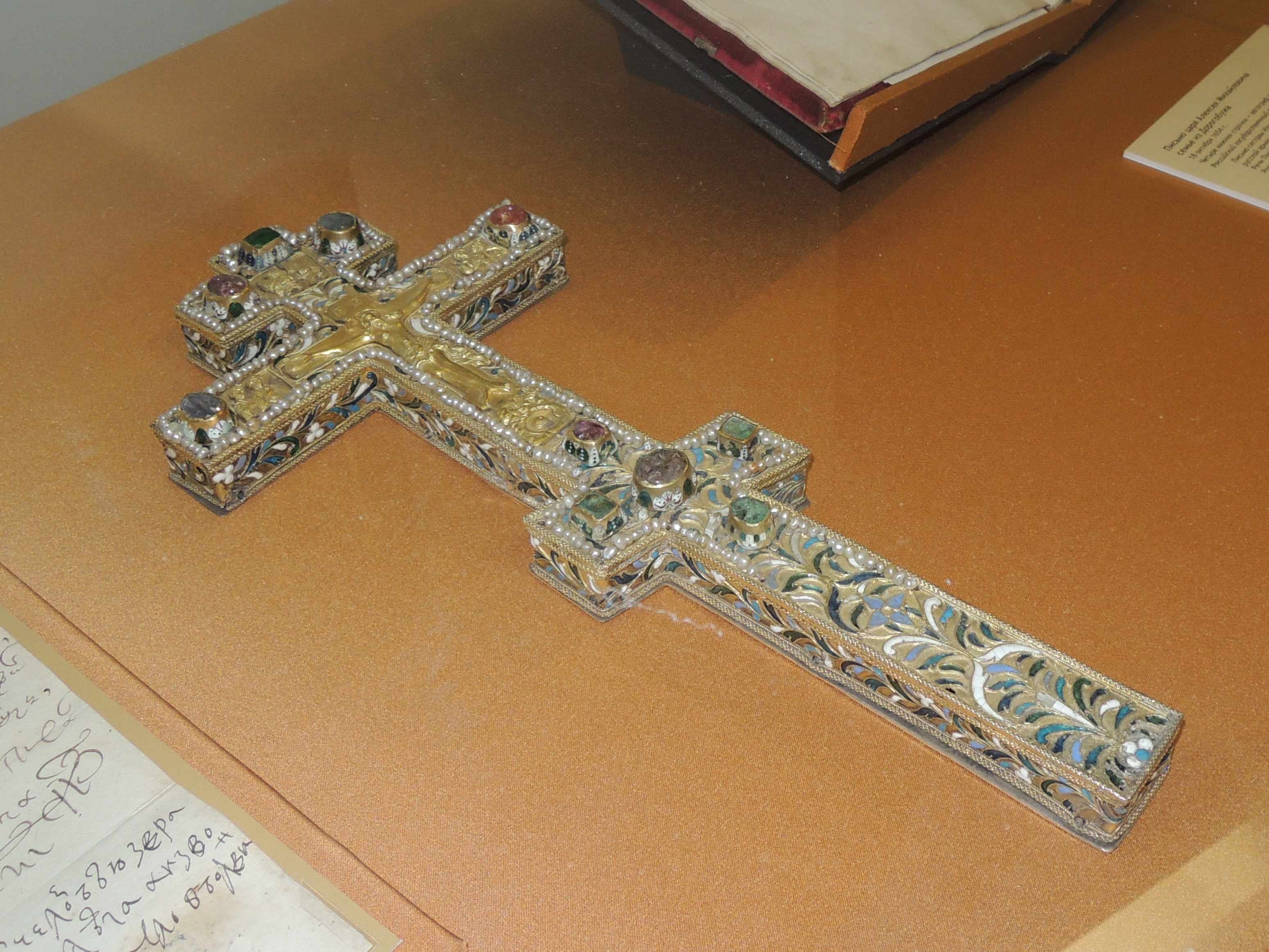
Крест напрестольный. Москва. Мастерские Кремля. 1652. ГИМ. Вклад царя Алексея Михайловича и Марии Милославской в церковь Рождества Богородицы на Сенях в Кремле.

Церковь, сложенная из белого камня, была построена в 1393—1394 годах по заказу княгини Евдокии, вдовы Дмитрия Донского, на месте деревянного храма Воскрешения Лазаря. 
Н. Н. Воронин полагал, что храм был заложен в память о Куликовской битве, и чудесного спасения великого князя, так как посвящён празднику Рождества Пресвятой Богородицы, который по церковному календарю совпадал с датой Куликовской битвы. Однако С. В. Заграевский показывал низкую вероятность заложения храма в честь 13-й («несчастливой») годовщины битвы. Летопись гласила: "Княгиня великая Овдотья Дмитриевна постави на Москве церковь камену зело чудну и украси ю сосуды златыми и серебряными.... и створила паче всех княгинь великих". 
Церковь находилась при женской половине княжеского дворца в качестве домового храма великой княгини. Близ главного алтаря находился престол святого Лазаря. Возможно, что до постройки женского Вознесенского монастыря в Кремле, в главном соборе которого с 1407 по 1731 год находилась усыпальница великих и удельных княгинь и цариц, Рождественская церковь служила усыпальницей. Об этом свидетельствует летопись: "В лето 6907 (1397) 15 мая преставися Мария Семёновна Лугвениева в Литве, во Мстиславле, сестра великого князя; и привезше положиша на Москве, в Рождестве святые Богородицы в каменном". Возможно, её останки были обнаружены за престолом при ремонте храма в XIX веке.
В 1533 году великий князь Василий III Иванович велел своему духовнику перед своею кончиною, служить божественную литургию в Лазаревской церкви и оттуда принести к себе Святые Дары для напутствия.
В XIX — начале XX века службы в храме совершались по воскресеньям и праздникам; их посещали высшие служащие дворца. Крестный ход перед Пасхальной заутреней совершался по узким дворцовым коридорам вокруг помещения церкви. 23 сентября 1862 года в церкви состоялось венчание Льва Толстого с Софьей Берс; в качестве места для венчания придворная церковь была выбрана потому, что отец невесты служил врачом в Московской дворцовой конторе.
Священники:
- Яков Григорьев - 1750-е[8]
- Арефа Козмин - 1790-е[9]
- Петр Яковлев (ум. 1799)[10]
- Иоанн Яковлев - 1810-е[11][10], до 1818[12]

## Архитектура

### Храм XIV века
Церковь 1393—1394 годов сохранилась до половины высоты стен (до хор) с главным порталом и частью окон. Это была четырёхстолпная трёхапсидная церковь, построенная из белого камня. Фасады церкви делятся лопатками на три прясла, центральное из которых шире боковых. Окна высокие, щелевидные; в северном членении западного фасада имеется восьмилепестковое окно-розетка. Круглые в плане западные столбы несут сводчатое перекрытие не сохранившихся хор. В храме имеется несколько внутристенных ниш-шкафов, а внутри северной стен находилась лестница на хоры, сообщавшаяся с небольшим помещением («затвором») в западной стене. Эта церковь — наиболее древнее из дошедших до нашего времени сооружений Московского Кремля.
Архитектура храма сочетает в себе черты владимиро-суздальской (круглые столбы, обрамление портала, лопатки) и раннемосковской (килевидные завершения портала и ниш, окна-розетки) архитектурных школ.
В 1395 году храм расписывали Феофан Грек и Симеон Чёрный с учениками. Летопись гласила: «…того же лета в 4-й день….начата бысть подписывати новая церковь каменная на Москве Рождество святые Богородицы, а мастеры бяху Феофан иконник, Гречин философ да Семён Чёрный и ученицы их». Освящена церковь 01 февраля 1394 года в присутствии вдовствующей княгини, великого князя Василия I Дмитриевича, и других членов княжеской семьи — митрополитом Киприаном.
В 1479 году, вероятно, по причине пожара, верх здания обрушился. Летопись свидетельствовала: «у Рождества Пречистые, иже у Лазаря святого, верх впадеся….иконы поби и множество в казне великого князя судов изби». Только в 1482 году храм был восстановлен и простоял без изменений до 1514 года, когда на его сводах была возведена новая церковь.

### Храм XVI века
В 1514—1518 годах архитектор Алевиз Новый надстроил храм на уровне жилого яруса дворца новым объёмом, в котором разместился главный престол Рождества Богородицы. Новая церковь пятиглавая, из кирпича, в уровень с вновь отстроенным дворцом. Нижнюю часть древнего храма зодчий сохранил в качестве подклета, в котором был устроен придел Лазаря, ранее, видимо, располагавшийся в алтаре. Декор подклета, по-видимому, не претерпел существенных изменений. После перестройки от храма сохранились западная и северная сторона до сводов хор, частично южная сторона с апсидой и приделом святого Лазаря. Древняя кладка выполнена из крупных белокаменных блоков, а своды и восстановленные части стен из кирпича. Своды опираются на четыре столпа, причём два западных — редкой круглой формы. В храм вели три входа, только один западный, сохранил древнюю форму — это перспективный портал с килевидным завершением. Между храмом и новопостроенным дворцом были устроены переходы переходы с сенями, отчего и название всего храма получило дополнение «что у государя на сенях». 
Об облике алевизовского храма мы можем судить только по чертежу «Кремленаград» начала 1600-х годов, где он показан трёхглавым с тремя апсидами и двумя приделами (вероятно, появившимися не ранее второй половины XVI в.)
Московское разорение, наставшее после царя Василия Шуйского, коснувшееся царского дворца, надо полагать не пощадило отчасти и Рождественской церкви. В 1613—1614 годах Михаил Фёдорович давал средства на закупки сукна,на обивку окон и дверей, холста в Лазарев придел. В 1613 году в южной части церкви устроен новый придел во имя преподобного Никиты; тогда же, вероятно, производились работы по возобновлению главного храма. В 1620-е годы упоминается ещё один придел Рождественского храма, Марии Магдалины. Пожар 1626 года, уничтоживший  большую часть кремлёвских зданий, имел своим последствием возобновление Рождественской церкви. По свидетельству летописцев, по государеву указу были приставлены: «у каменных дел у Рождества Пречистые Богородицы и у праведного Лазаря, что у государя на сенях — жильцы Василий Симонов, князь Иван Болховский и Лука Чихачёв». По историческим данным известно, что при соборной церкви Рождества Пресвятой Богородицы в XVII веке было три придела — во имя преподобного Лазаря, преподобного Никиты Переяславского чудотворца (устроен не позже 1614 года) и святой равноапостольной Марии Магдалины (устроен не позже 1627 года). В ходе перестроек первой половины XVII века храм на некоторое время становился одноглавым, о чём свидетельствуют впечатления побывавшего в Москве в 1655 году Павла Алеппского.  

### Современный храм
При царе Фёдоре Алексеевиче в 1681—1684 гг. здание было перестроено под руководством мастера Фёдора Тихонова: царь приказал со старой церкви «главы собрать и по сводам площадь выверстать наравне с той площадью, что у каменных хором». Здание обрело современный облик, окончательно превратилось в кирпичную одноглавую церковь с прямоугольным алтарём и трапезной с западной стороны. Лазаревский придел при этом был упразднён. Храм располагался точно по оси Теремного дворца; при этом был разобран северо-восточный угол, «что от Лазарева Воскресения выдался во дворец». С западной стороны к нему была пристроена трапезная, сооруженная над проездом с Кормового на Сытный двор. В целом это была обычная для своего времени храмовая постройка «кораблём» с двухсветным четвериком и обходной галереей-гульбищем (в XIX веке вошедшей в общую систему дворцовых коридоров). Все части храма перекрыты сомкнутыми сводами. Практически без изменений дошёл до нашего времени барабан венчающего четырёхскатный четверик купола, декорированный рядом килевидных кокошников и аркатурно-колончатым поясом.
Освящение церкви состоялось 5 декабря 1682 года, тогда как антиминс к освящению выдан патриархом Иакимом ключарю Петру ещё 5 декабря 1681 года. В 1683—1684 годах ещё проводились работы по устройству церкви. Эти перестройки вызвали необходимость нового освящения церкви, которое было совершено 26 сентября 1685 года патриархом Иакимом со всеми митрополитами и освященным собором в присутствии царя Ивана Алексеевича.
Пожар 1701 года частично коснулся и Рождественской церкви. В этом же году указано: «которые иконы подпорчены — вычинить заново».
В XVIII веке подклет превратился в складское помещение. В таком виде, с небольшими изменениями (в 1846 году в трапезной был сделан световой фонарь), церковь сохранилась до настоящего времени.
При начале строительства Большого Кремлёвского дворца верхняя часть была вновь перестроена (в частности, в трапезной пробили свод, устроив световой фонарь, а декор XVII века переделали в стиле эклектики), в древнем же подклете по проекту архитектора Петра Герасимова была вновь устроена придельная церковь Воскрешения Лазаря. При этом Рождественская церковь почти целиком оказалась обстроена новыми стенами. В 1839 году три проходные арки между храмом и трапезной были украшены резьбой, росписью и позолотой; эти арки имитируют формы ренессансных порталов кремлёвских сооружений XVI века. Настенная живопись выполнена масляными красками под руководством Трофима Киселёва; остатки древней живописи были сбиты вместе со штукатуркой. Ложный вход оформили порталом в стиле XVII века. Тогда же, по Высочайшему указу, принято решение об изготовлении нового иконостаса по проекту Константина Тона, обкладке его серебром, починке или изготовлении новых икон. Подряд на серебряные работы получил московский фабрикант Полтавцев. Драгоценный металл собирали в Москве и Санкт-Петербурге. На украшение иконостаса ушло примерно 30 пудов (480 килограмм) серебра и 20 фунтов (8 килограмм) золота. Рисунки для иконостаса и серебряного оклада выполнял Фёдор Солнцев. Обкладка нижнего яруса была сплошной, а в киотах ещё и внутри. В верхних ярусах чеканным серебром закрывались карнизы, колонки, фронтоны и поля всех икон. Серебряные ризы иконостаса и икон не сохранились, в апреле 1922 года они были изъяты комиссией Гохрана.
Живописная работа по обновлению ветхого иконостаса велась сперва под руководством Алексея Малахова, а после его смерти — Николая Подключникова. Большинство икон переписаны в реалистическом стиле XIX века. Часть икон местного ряда выполнены вновь. Из работ этого периода наибольший интерес представляют изображения на боковых дверях, ведущих в алтарь — архидиаконов Лаврентия и Стефана. Почти все древние иконы находятся под тремя слоями разновременных записей. Исключение составляет несколько икон местного ряда и среди них прекрасные работы, выполненные в первой половине XVII века: царские врата, храмовая икона «Рождество Богоматери», «Фёдоровская Богоматерь», весьма чтимая в семье Романовых (данная икона — копия с Костромской иконы, которой мать царя Михаила Фёдоровича благославила на царство; оригинал находится в Богоявленском монастыре Костромы). Одной из лучших икон является «Рождество Богоматери с житийными клеймами». Иконописец, в отличие от живописца, сюжет изображения не выдумывал, он следовал определённому чётко выработанному канону. Слева от царских врат — список с Владимирской иконы Божией Матери; третий справа от царских врат — чтимый образ Спаса Нерукотворного.
Нижняя, древнейшая часть храма была отреставрирована в 1923—1928 годах Д. П. Суховым и Н. Н. Померанцевым. В 1949—1952 годах была проведена капитальная реставрация всей церкви. 

## Современное состояние
Реставрационные и исследовательские работы, которые проводились в храме в 1920-е и 1940-е годы, показали, что древние росписи не сохранились даже фрагментарно. Вот почему стены и своды нижней церкви покрыты побелкой, что позволяет лучше почувствовать красоту пластики и мягкость очертаний круглых столпов, арок и сводов, монументальность и изысканность интерьера в целом. Росписи верхнего храма — орнаменты и изображения святых — относятся к XVIII—XIX векам. Лепной декор и две изразцовые печи выполнены в русском стиле. В иконостасе сохранились иконы XVII—XIX веков.
В настоящее время храм не действует, музейных экспозиций в нём нет, доступ в него перекрыт.